# Świat Christiny
Świat Christiny (ang. Christina’s World) – obraz temperowy amerykańskiego malarza Andrew Wyetha, namalowany w 1948 roku, przedstawiający Annę Christinę Olson, jego przyjaciółkę, cierpiącą na schorzenie nóg. Jest jednym z najbardziej rozpoznawalnych amerykańskich obrazów, obok takich dzieł jak: Waszyngton przeprawia się przez rzekę Delaware Emanuela Leutzego (1851), Matka Whistlera Jamesa McNeilla Whistlera (1871) i American Gothic Granta Wooda (1930). Znajduje się w zbiorach Museum of Modern Art w Nowym Jorku (od 1949).

## Okoliczności

### Anna Christina Olson

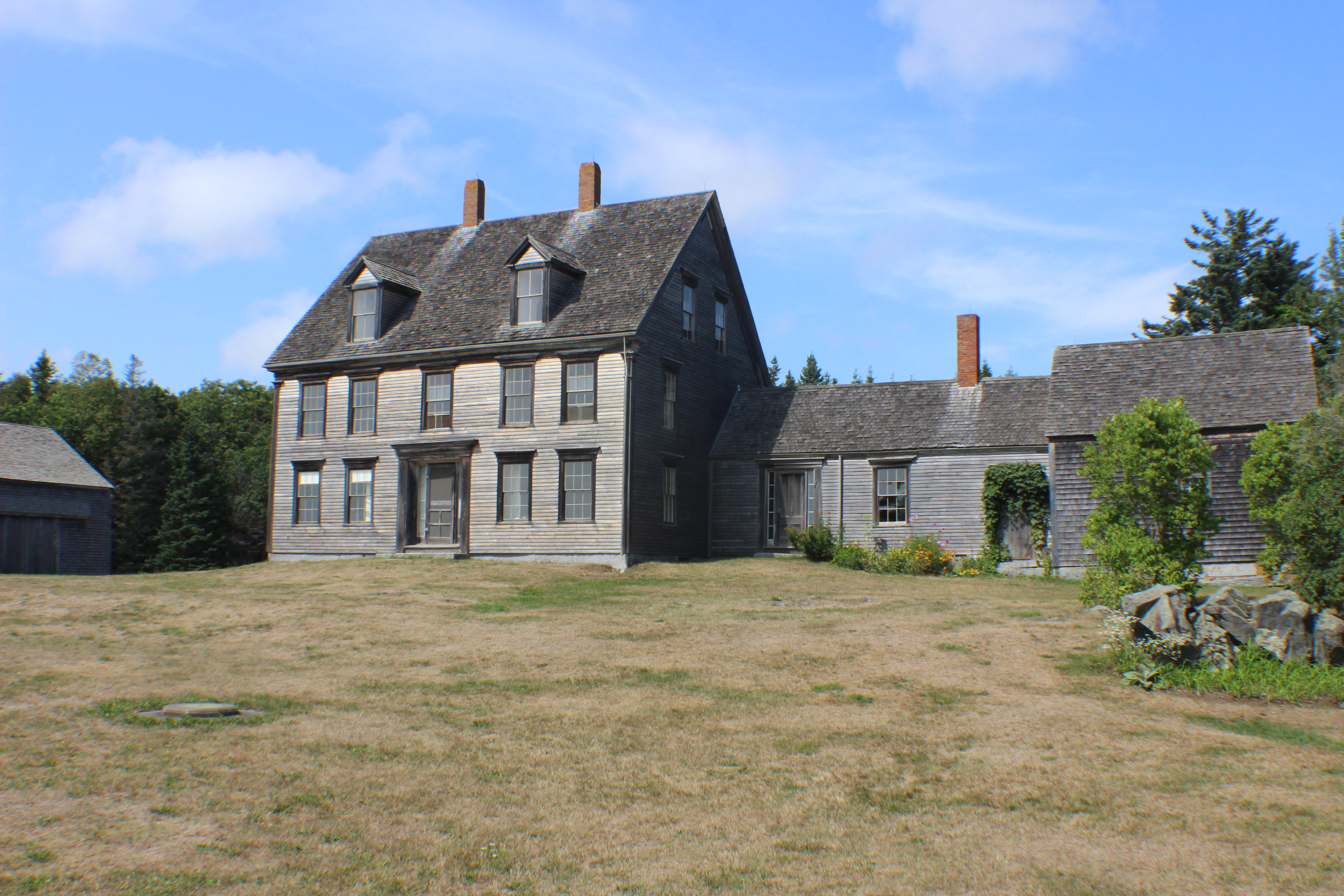
Dom Olsonów

Anna Christina Olson urodziła się w 1893 roku jako dziecko Katie Hathorn i Johana Olausona, szwedzkiego marynarza. Po zawarciu związku małżeńskiego Olauson zmienił nazwisko na Olson. Anna Christina doczekała wkrótce trzech braci. W dzieciństwie zaczęła mieć kłopoty z nogami, upadała częściej niż inne dzieci. W wieku 26 musiała być hospitalizowana, ponieważ jej dolegliwości nasiliły się. Odesłano ją jednak do domu, ponieważ nie potrafiono jej pomóc. W 1927 roku zmarła jej matka, a w 1935 – ojciec. Od tej chwili żyła samotnie w rodzinnym domu z bratem Alvaro. Zaprzyjaźniła się z Betsy James. Jej niepełnosprawność zwiększała się z wiekiem. Gdy miała 53 lata, nie była w stanie chodzić i, by dotrzeć do celu, musiała się czołgać. Obraz Świat Christiny, namalowany w 1948 roku przez Andrew Wyetha, uwiecznił Christinę na zawsze w umysłach milionów ludzi. Christina Olson zmarła w styczniu 1968 roku, miesiąc po śmierci swojego brata Alvaro w grudniu 1967 roku.

### Spotkanie Andrew Wyetha z Christiną Olson
Latem 1939 roku Andrew Wyeth spotkał Betsy James, która miała wówczas 17 lat. Dzięki niej poznał Christinę i Alvara Olsonów. 10 miesięcy później ożenił się z Betsy, a z Olsonami związała go wieloletnia przyjaźń. Odwiedzał ich dom w Cushing, w stanie Maine, a na piętrze, za zgodą jego mieszkańców, założył swoją pracownię. Położony na pustkowiu dom Olsonów stał się tematem wielu jego prac. Zarówno dom, jak i Christina Olson stały się dla niego symbolami stanu Maine i Nowej Anglii. Jak wspominał, często ciągnęło go ku niemu. W 1991 dom został przez ówczesnych właścicieli przekazany w darze Farnsworth Art Museum.

## Opis i interpretacja
Wyeth wspominał, jak obserwował Christinę Olson, sparaliżowaną od pasa w dół, czołgającą przez pole. Była ona dla niego przykładem godności człowieka, kto odmówił korzystania z wózka inwalidzkiego i wolał żyć w nędzy, byle tylko nie być zobowiązanym komukolwiek. Olson została ukazana na obrazie od tyłu. W chwili malowania obrazu miała 55 lat, jednak na podstawie obrazu nie da się tego stwierdzić, ani też tego, jak wyglądała, która to dwuznaczność dodaje tajemniczości obrazowi. Podobnie jak dom, który Wyeth ukazał jako wyschnięty budynek-szkielet, minorowy symbol amerykańskiego snu w okresie wielkiego kryzysu, z oblazłą od dawna farbą i wypaczonym gontem, usytuowany na pustkowiu, na tle bladego nieba. Obraz jest mroczny i posępny, ale publiczność zdawała się mniej koncentrować się na tych jego cechach, a bardziej na tym, jak Wyeth namalował każde źdźbło trawy, w mechanicznej i niewyróżniającej się odmianie realizmu, który był zauważalny jedynie na tle narastającej fali abstrakcji w Ameryce pod koniec lat 40. XX wieku.
Gdy Wyeth w 1948 roku wysyłał swój obraz na wystawę do Macbeth Gallery na Manhattanie, porównał go do „przebitej opony”. W 1949 roku obraz został zakupiony przez Museum of Modern Art za 1800 dolarów. Przyczynił się do popularności Wyetha stając się jednym z najbardziej rozpoznawalnych amerykańskich obrazów obok takich dzieł jak: Waszyngton przeprawia się przez rzekę Delaware Emanuela Leutzego (1851), Matka Whistlera Jamesa McNeilla Whistlera (1871) i American Gothic Granta Wooda (1930).

## Choroba Christiny Olson
Anna Christina Olson zmarła z nierozpoznaną chorobą, która uniemożliwiała jej chodzenie. Niektórzy historycy sądzili, że była to choroba Heinego-Medina. Po wielu latach neurolodzy ustalili, na jaką chorobę cierpiała. Wyniki badań zostały zaprezentowane na dorocznej, 23 konferencji kliniczno-patologicznej, zorganizowanej przez University of Maryland School of Medicine w Baltimore. Marc Patterson, profesor Mayo Clinic w Rochester, który badał historię jej schorzenia oraz przestudiował wszystkie obrazy Wyetha, do których pozowała, stwierdził, iż Christina prawdopodobnie miała wczesne stadium choroby Charcota-Mariego-Tootha, grupy dziedzicznych zaburzeń, które wpływają na nerwy obwodowe i mogą prowadzić do poważnych problemów z ruchem.